# 楊珺菁
楊 珺菁（よう くんせい、ラテン文字翻記：Yang Junjing、ピン音：yáng jùn jīng、1989年5月15日 - ）は、中華人民共和国の女子バレーボール選手。簡体字表記は、杨 珺菁。

## 来歴
鄭州市（河南省）の出身。八一に所属。2011年、バレーボール中国代表に初選出され、ミドルブロッカーとして国際大会に出場。セッターの魏秋月との絶妙なコンビネーションを見せ、安定した活躍を発揮する。同年のアジア選手権では3大会ぶりの優勝へ導き、自身もベストブロッカー賞に輝いた。また、ワールドカップで銅メダルを獲得した。
2014年10月の世界選手権ではチームの銀メダル獲得に貢献し、ドリームチーム（ミドルブロッカー）に選出された。2015年9月のワールドカップで金メダルを獲得した。

## 球歴
- 2011年 ワールドグランプリ[3] - 8位
- 2011年 アジア選手権　-　優勝
- 2011年 ワールドカップ[4] -　3位（銅メダル）
- ロンドン五輪 - 5位

## 受賞歴
- 2011年 アジア選手権 - ベストブロッカー賞
- 2014年 世界選手権 - ドリームチーム（ミドルブロッカー）